# 東京都財務局
東京都財務局（日语：／ Tōkyōto Zaimukyoku ?），是進行東京都廳的預算編成，行政財產管理等的知事部局。是東京都廳與政策企劃局和總務局並列的官房系的局。定員是433人（令和2年度）。

## 組織
- 經理部
  - 總務課
關於局事務事業的庶務，文書，預算・決算事務，宣傳意見收集事務，局部屬職員的人事事務，契約制度，電子籌措，特定籌措公告版的編輯，和進行著汽車的取得，管理及調配車輛等的事務。
  - 契約第一課
  - 契約第二課
  - 驗收課
- 主計部
  - 議案課
  - 財政課
  - 預算第一課
  - 預算第二課
  - 預算第三課
  - 公債課
- 財產運用部
  - 管理課
  - 綜合調整課
  - 活用促進課
- 建築保全部
  - 工務課
  - 技術管理課
  - 廳舎管理課
  - 廳舎整備課
  - 設施整備第一課
  - 設施整備第二課
  - 奧林匹克運動會・殘障奧運會設施整備課

## 局長

### 現職
| 姓名   | 入廳年度           | 前職     | 就任年月日            | 出身大學         |
| ------ | ------------------ | -------- | --------------------- | ---------------- |
| 武市敬 | 1984年（昭和59年） | 港灣局長 | 2016年（平成30年）7月 | 一橋大學經濟學部 |

## 外部連結
- 東京都財務局 （页面存档备份，存于）